# خط بانثر ووتان

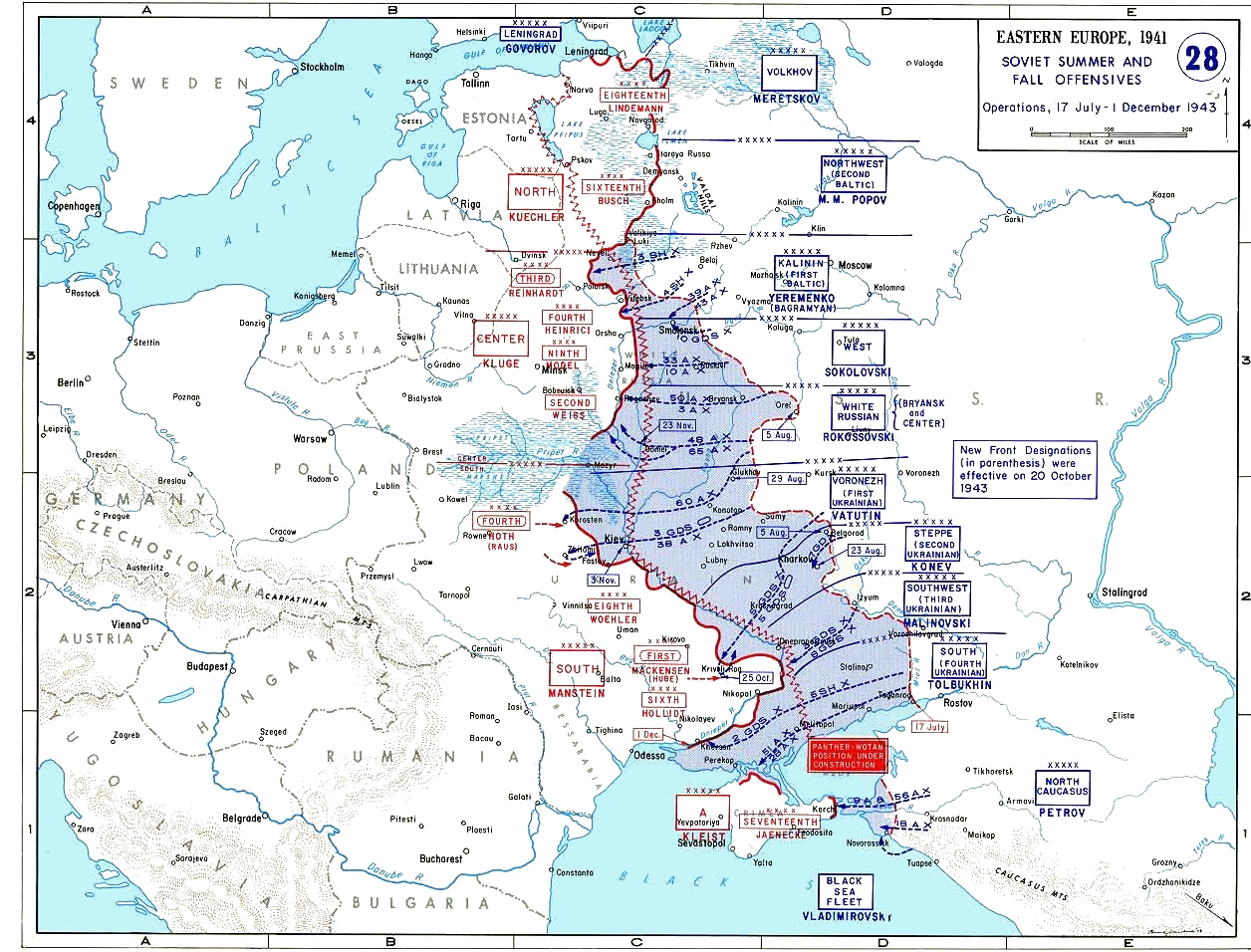
خريطة للجبهة الشرقية عام 1943، تُظهر خط بانثر ووتان باللون الأحمر

خط بانثر ووتان (المعروف أيضًا باسم الجدار الشرقي أو Ostwall)  خطًا دفاعيًا بُني جزئيًا من قبل الفيرماخت الألماني عام 1943 على الجبهة الشرقية. يشير الجزء الأول من الاسم إلى القسم الشمالي القصير بين بحيرة بيبوس وبحر البلطيق في نارفا. امتدت على طول الطريق جنوبًا نحو البحر الأسود على طول نهر دنيبر.

## التخطيط
بعد الانتكاسات على الجبهة الشرقية في عام 1942، كانت هناك دعوات في أوائل عام 1943 لبناء التحصينات والدفاعات بعمق على طول نهر دنيبر. بعد معركة كورسك وغزو إيطاليا، كانت هناك حاجة للحفاظ على القوات في الشرق والتحول إلى العمليات الدفاعية. أمر أدولف هتلر ببناء الخطوط الدفاعية في أغسطس 1943؛ مع ذلك، قبل التخلي عن أي إستراتيجية هجومية أخرى في الشرق. [بحاجة لمصدر]
شغل جزء كبير من الخط على طول نهر دنيبر، من غرب سمولينسك مباشرة إلى البحر الأسود. ترك الخط ضفاف دنيبر فقط حيث قدم رافد رئيسي آخر قدرات دفاعية مماثلة. في الجنوب، حيث منحني دنيبر (غرب دنيبروبيتروفسك أوبلاست) إلى الغرب، تقرر بناء الخط شرق دنيبر لتجنب إخلاء أو عزل شبه جزيرة القرم. لم يقدم خط دنيبر أي حماية لشبه جزيرة القرم. في الشمال، كان من المقرر بناء الخط تقريبًا من فيتيبسك إلى بسكوف، حيث اتبعت بعد ذلك الضفة الغربية لبحيرة بيبوس، ودلتا النهر إلى بحر البلطيق في نارفا.  
عندما وقع الأمر لبناءه في 11 أغسطس 1943، كان الفيرماخت يحتل مواقع على بعد مئات الكيلومترات إلى الشرق من الخط الدفاعي المقترح، بشكل عام على طول نهر دونتس في الجنوب وعلى طول خط تقريبًا من سمولينسك إلى لينينغراد في الشمال. كان من الممكن أن يؤدي التراجع المبكر إلى الخط إلى خسارة أراضي سوفيتية كبيرة وسيكون عملية معقدة للغاية إذا قرر الجانب السوفييتي استغلال الوضع أثناء التراجع.  

## العمليات الدفاعية
الثقة في فعالية الخط كانت ضعيفة داخل مجموعة الجيوش الشمالية، حيث رفض قائدها الجنرال كوخلر الإشارة إلى الخط باسم "الجدار الشرقي"، خوفًا من أن يزرع الأمل الكاذب بين قواته. بدأ البناء بالكاد عندما بدأت مجموعة الجيوش الجنوبية بقادة مانشتاين في التراجع عنها كجزء من الانسحاب العام الذي أمر به في 15 سبتمبر 1943.

### قائمة المراجع
- Baxter، Ian (2006). Into the Abyss: The Last Years Of The Waffen SS 1943–45, A Photographic History. Helion and Company. ISBN:978-1-874622-59-8.
- Krivosheev، G.F. (1997). Soviet Casualties and Combat Losses in the Twentieth Century. London: Greenhill Books. ISBN:1-85367-280-7.
- Noble، Alastair (2001). "The Phantom Barrier: Ostwallbau 1944–1945". War in History. ج. 8 ع. 4: 442–67.